# KS Veleçiku
El KS Veleçiku es un equipo de fútbol de Albania que juega en la Kategoria e Dytë, la tercera división de fútbol en el país.

## Historia
Fue fundado en el año 1948 en la ciudad de Koplik y ha militado en la Kategoria e Parë en algunas temporadas a mediados de la década de los años 1990, aunque principalmente han sido un equipo de categoría aficionada.
En la temporada 2017/18 vencieron en una serie de playoff al KS Shkumbini y obtuvieron el ascenso a la Kategoria e Parë nuevamente.